# Plagioscion casattii
Plagioscion casattii is een straalvinnige vissensoort uit de familie van de ombervissen (Sciaenidae). De wetenschappelijke naam van de soort is voor het eerst geldig gepubliceerd in 2001 door Aguilera & Rodrigues de Aguilera.